# Arga
L'Arga est une rivière de Navarre (Espagne) et un sous-affluent de l'Èbre par l'Aragon. Elle prend naissance dans le col d'Urquiaga situé dans le massif paléozoïque du Quinto Real, au nord de la vallée de Erro pour se jeter sur le rio Aragon, près de Funes.
Il s'agit de la plus grande rivière navarraise, puisque ses 145 km de parcours le sont sur son territoire. Des 2 759 km2 du bassin, 2 652 appartiennent à la Navarre, et seulement 107 correspondent au début de la province alavaise avec son affluent à Arakil.
Runa a été le nom donné dans l'antiquité à cette rivière.

## Géographie
La longueur de son cours d'eau est de 145 km.
L'Arga nait au col de Urkiaga et se jette dans l'Aragon près de Funes.
La rivière Arga est barrée par le barrage de Eugui (vallée de Esteribar), qui pourvoit en électricité la région de Pampelune.
Le bassin supérieur de la rivière Arga est formé par la végétation de hêtraies avec des bosquets de bruyères, airelles. Dans les alentours du barrage d'Eugui avec les hêtraies apparaissent des aulnes, frênes de large feuille, érables, noisetiers et fusains.
Sous les eaux du barrage apparaissent des forêts de chêne pubescent de pins sylvestres et des bosquets de buis. À partir de Zubiri l'aulnaie s'étend, accompagnée d'érables, de cerisiers sauvages et frênes aux larges feuilles.
À partir de Huarte se développent les saules fragiles. À Belascoáin apparaît le peuplier noir, le frêne aux feuilles étroites et le saule blanc, entamant la transition entre la forêt cantabrique et méditerranéenne. Dans les pentes on trouve rouvraies, garrigues et pin de repeuplement. Le tronçon final est utilisé pour les cultures d'irrigation et des peupliers.
L'Arga traverse les communes suivantes :

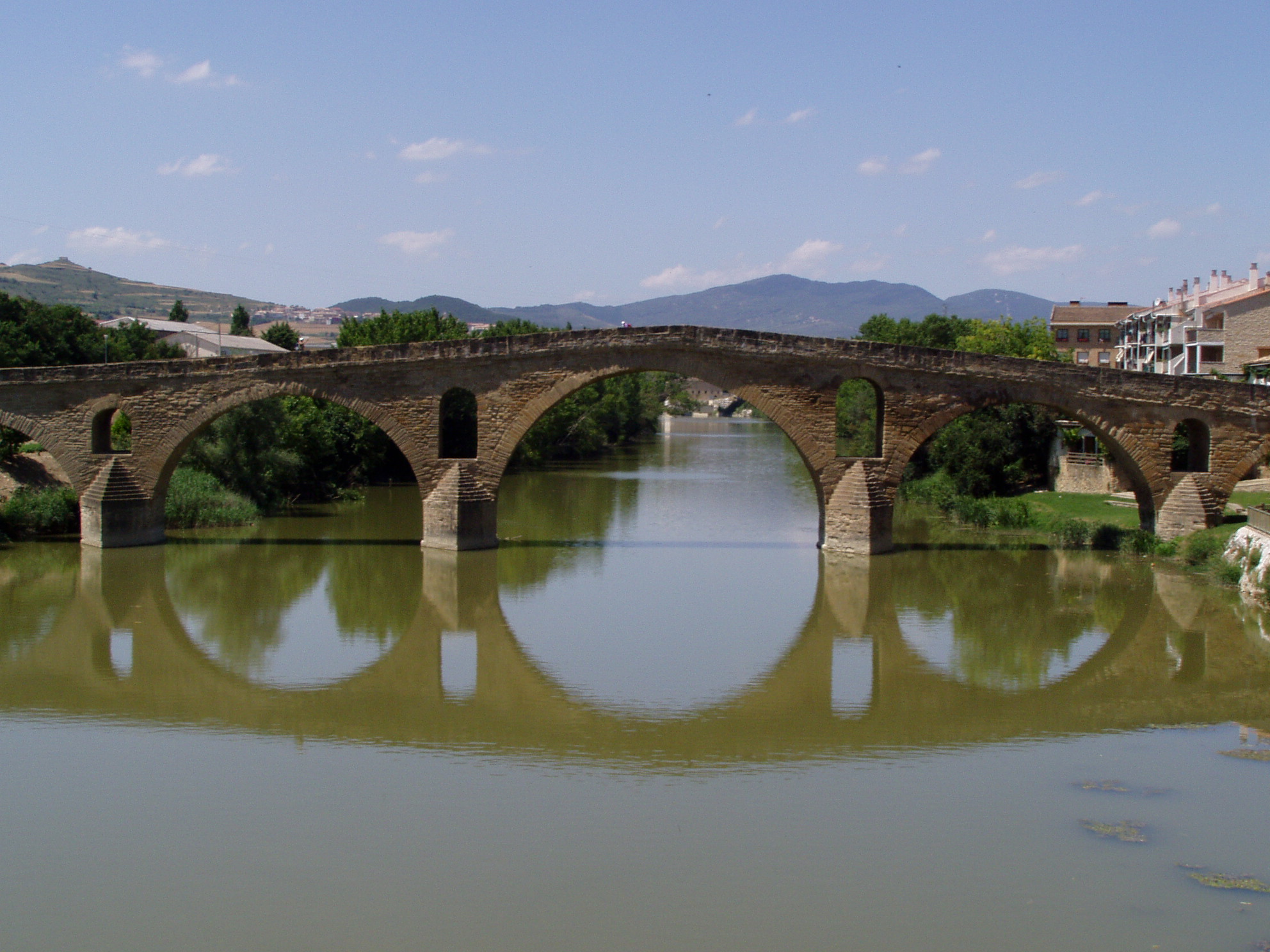
L'Arga à Puente la Reina-Gares.

| Esteribar  | Puente la Reina |
| Huarte     | Mendigorría     |
| Villava    | Larraga         |
| Burlada    | Berbinzana      |
| Pampelune  | Miranda de Arga |
| Barañáin   | Falces          |
| Olza       | Peralta         |
| Echauri    | Funes           |
| Belascoáin |                 |

## Principaux affluents
Les principaux affluents du rio Arga sont :
Sur sa rive droite :
- Rio Ulzama à Villava
- Rio Juslapeña à Olza
- Rio Araquil à Olza
- Rio Salado à Mendigorría

Sur sa rive gauche :
- Rio Urbi à Huarte
- Rio Elorz à Pamplona
- Rio Robo à Puente la Reina